# Usina (livro)
Usina (1936) é o penúltimo livro do "Ciclo da cana-de-açúcar" do escritor brasileiro José Lins do Rego, seguido por Fogo Morto (1943).